# Guerra entre Etiòpia i Eritrea
La Guerra entre Etiòpia i Eritrea fou un conflicte armat que va tenir lloc entre el 9 de maig de 1998 i el 12 de juny de 2000.

## Antecedents
En 1993 es va celebrar el referèndum que va aprovar la independència d'Eritrea respecte Somàlia, proclamada el 24 de maig. Immediatament el país va ser reconegut per l'ONU, l'Organització per a la Unitat Africana i la Lliga Àrab, i en 1994 es va arribar a un acord amb el Sudan de delimitació de les fronteres i al retorn d'uns 115.000 refugiats. El conflicte amb el Iemen per les illes d'Hanish al Mar Roig sobre la seva sobirania es va resoldre en 1996. D'altra banda, a 1997 i 1998 continuaven els conflictes fronterers amb Sudan que es va resoldre en una reunió celebrada a Qatar.

## La guerra

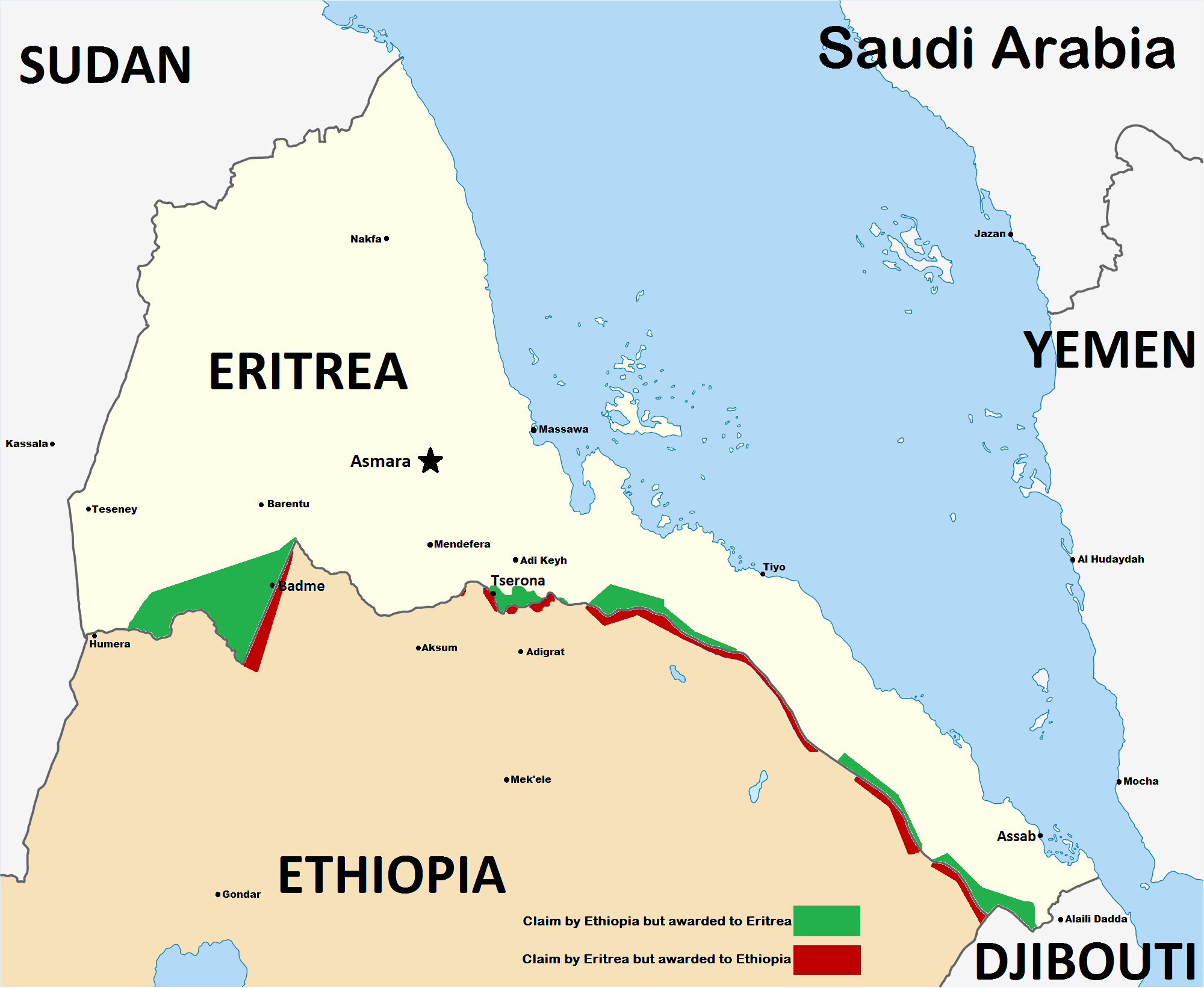
Mapa de la zona disputada entre Eritrea i Etiòpia

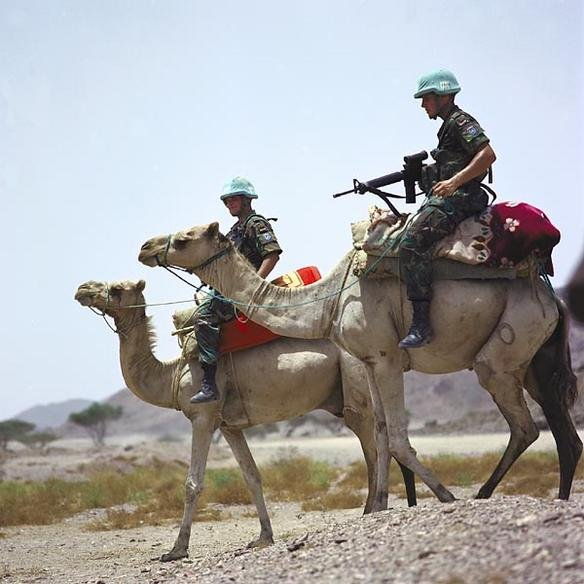
Tropes neerlandeses a Eritrea

El 1997, amb la creació de la moneda nacional, el Nakfa, van aparèixer tensions econòmiques amb Etiòpia, les quals van desembocar en una guerra de fronteres iniciada el 1998 que va començar amb la invasió eritrea del poble fronterer de Badme. Al març de 1999, gràcies a la mediació de l'OUA, dels Estats Units i de Ruanda, Eritrea i Etiòpia acceptar acabar amb el conflicte, encara que poc després la guerra es va reactivar a causa d'un atac massiu d'Etiòpia a Eritrea. L'ONU va intervenir en el conflicte interposant entre les parts 4.500 cascos blaus com a força de pau.

## Final de la guerra
El 12 de desembre de 2002 es va arribar a un acord a Algèria, en què s'encarregava a l'ONU la delimitació de fronteres. A l'abril de 2002, el Tribunal Internacional de Justícia de La Haia va establir els fronteres definitives entre els dos països, condemnant a Etiòpia al pagament de més de 800 milions de dòlars en compensació a Eritrea pels danys causats. La resolució va ser acceptada per Eritrea, però rebutjada per Etiòpia. La missió va ser abandonada formalment per la Resolució 1827 de juliol de 2008. després d'haver experimentat greus dificultats per sostenir les seves tropes a causa de la suspensió de combustible i després de la deguda consideració de les opcions restants.
La cimera de pau Eritrea-Etiòpia 2018 va tenir lloc del 8 al 9 de juliol de 2018 a Asmara, Eritrea, entre el president eritreu Isaias Afwerki i el primer ministre etíop Abiy Ahmed i funcionaris dels dos països. Els dos líders van signar una declaració conjunta posant fi formalment al conflicte fronterer entre ambdós països, restablint les relacions diplomàtiques plenes i acordant obrir les seves fronteres entre si per a persones, béns i serveis. També es va considerar que la declaració conjunta tanca tots els capítols relatius a la guerra i al conflicte fronterer amb enfrontaments esporàdics.